# Любовец (Порховский район)
Любовец — деревня в северной части Порховского района Псковской области. Входит в состав сельского поселения «Дубровенская волость».
Расположена в 30 км к северо-западу от города Порхов.
Численность населения деревни на конец 2000 года составляла 22 человека.

## Достопримечательности
- Никандрова Свято-Благовещенская пустынь в 7 километрах к югу от деревни.